# Dieci simboli di longevità

Paravento con i dieci simboli di longevità (fine XIX-inizio XX secolo).

I dieci simboli di longevità (십장생?, 十長生?, sipjangsaengLR) sono un motivo iconografico tradizionale coreano usato per decorare abiti, oggetti laccati e di metallo, mobili e ceramiche. Essi comprendono tredici soggetti – sole, luna, nuvole, montagne, pietre, acqua, gru, cervi, tartarughe, pini, bambù, fungo yeongji e pesche – associati al desiderio di longevità e salute da dottrine legate al culto della natura.

## Storia
Individualmente, i dieci simboli di longevità hanno avuto origine in Cina, ma la loro combinazione in un unico elemento iconografico è esclusiva della cultura coreana, in particolare del periodo Joseon. Non appaiono né nella letteratura cinese né in quella giapponese; l'unica eccezione è rappresentata dal Sangseogimun, un manuale sulla cultura e la società della Corea scritto dall'interprete giapponese Oda Ikugoro nel 1794. La loro creazione è stata ispirata da un insieme variegato di ideologie come le espressioni di buon auspicio legate alla longevità presenti nell'arte tradizionale cinese, il culto degli spiriti celesti, lo sciamanesimo, il confucianesimo, il buddismo, il taoismo e il silhak. Il "dieci" non veniva usato in senso strettamente numerico, ma come sinonimo di "propizio" o "illimitato", motivo per cui i dieci simboli di longevità sono in realtà più di dieci.
La loro origine viene fatta risalire alla poesia Sehwasipjangsaeng (세화십장생?, 歲畵十長生?) composta da Yi Saek (1382-1396) sul finire del periodo Goryeo: l'opera elenca e decanta le virtù di sole, nuvole, acqua, pietre, pini, bambù, fungo yeongji, tartarughe, gru e cervi, raffigurati in un dipinto esposto a casa dell'autore. Durante il successivo periodo Joseon, con l'arrivo del Capodanno l'accademia reale di pittura (Dohwaseo) dipingeva i dieci simboli su dei paraventi pieghevoli per augurare longevità al re e al Paese, e il sovrano li donava successivamente alla regina madre, al principe ereditario e ai suoi sudditi. La loro seconda menzione nella letteratura coreana è proprio in una poesia – Susasehwasipjangsaeng (수사세화십장생?, 受賜歲畵十長生?) – composta nel 1502 da Seong Hyeon (1439-1504) per ringraziare il sovrano del dipinto con i simboli di longevità che gli aveva regalato: rispetto a Yi, Seong sostituisce le nuvole e le pietre con la luna e le montagne, portando il totale dei simboli da dieci a dodici; altri aggiunsero poi un tredicesimo simbolo, la pesca. Secondo i registri storici di corte, i dipinti dei dieci simboli di longevità venivano usati anche nei rituali e nelle cerimonie di importanza nazionale come i matrimoni dei membri della famiglia reale.
Sul finire della dinastia Joseon, lo sviluppo dell'economia nazionale dovuto all'aumento del commercio fece innalzare rapidamente la domanda di dipinti decorativi tra il popolo grazie alle nuove ricchezze acquisite. I simboli iniziarono così ad apparire anche all'esterno della corte reale, e le famiglie coreane arrivarono a scambiarsi dipinti che li rappresentavano per salutare l'anno passato e pregare che quello a venire portasse fortuna. Diversi studiosi ritengono che la popolarità del motivo dei dieci simboli di longevità nel tardo periodo Joseon rifletta il distacco dall'irrealizzabile sogno cinese del corpo umano immortale a favore dell'aspirazione a una vita lunga e sana.

## Significato e rappresentazione

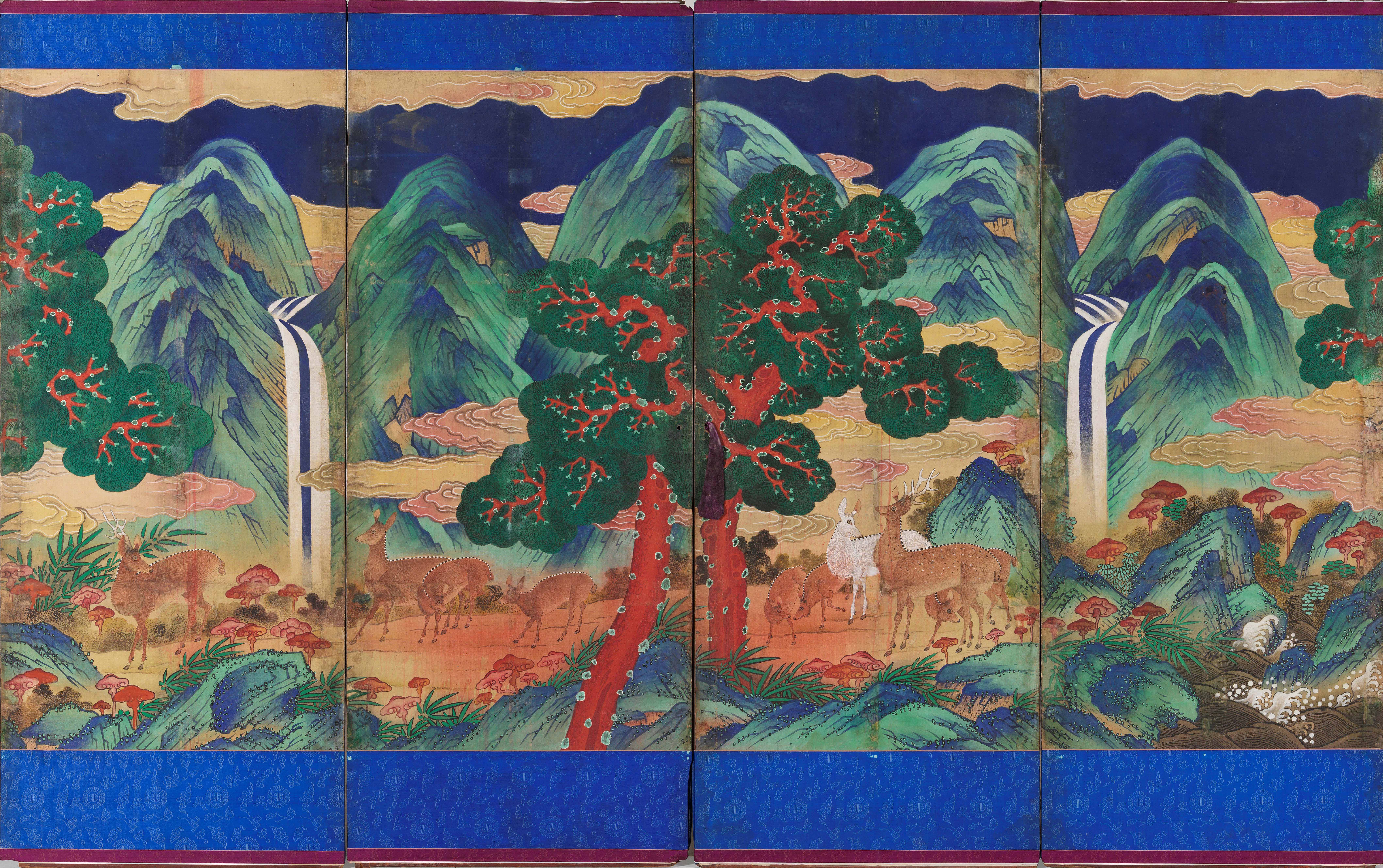
Paravento con i dieci simboli di longevità (fine XIX-inizio XX secolo).

Ciascun simbolo aveva un significato specifico legato alle credenze dell'Asia Orientale: le tartarughe e il pino erano associati alla longevità rispettivamente per la lunga durata della loro vita e per essere un sempreverde, le montagne alla resistenza e alla costanza, il bambù alla flessibilità e alla durabilità, la gru alla saggezza, alla pietà filiale e alla lunga vita, e il sole al calore e alla rigenerazione. Il fungo yeongji era connesso all'immortalità poiché secondo la mitologia vi si ricavava un elisir che la concedeva, e nelle sue vicinanze si rappresentavano i cervi, gli unici animali che si credeva fossero in grado di localizzarlo. L'acqua e le nuvole rimandavano alla vita stessa per le loro proprietà vivificanti e rigeneranti. La pesca era simbolo di fertilità poiché somiglia a un seno, così come la peonia, legata altresì alla bellezza femminile.
L'ordine di rappresentazione era da destra a sinistra secondo la tradizionale direzione di lettura del coreano e affondava le proprie radici nella teoria dello yin e dello yang e dei cinque elementi: pertanto, il sole era il fuoco, situato in alto e colorato di rosso; il pino era il legno, situato a sinistra e colorato di verde; la terra e le montagne erano il suolo e si trovavano al centro; le rocce erano il metallo, situato a destra; l'acqua corrispondeva all'elemento omonimo e si trovava in basso.
I simboli venivano generalmente rappresentati su paraventi pieghevoli da otto o dieci ante, inserendoli in un paesaggio naturale nei toni del blu e del verde che mirava a esprimere un paradiso idealizzato. Lo sfondo era costituito da alte montagne e valli profonde, con pini, bambù e peschi allineati in primo piano, ruscelli, cervi, tartarughe e funghi distribuiti tra di essi, e uno stormo di gru nel cielo in cui splendevano contemporaneamente il sole e la luna. Questo tipo di rappresentazione si ritrova specialmente nei manufatti destinati alla famiglia reale: i dipinti diffusi tra il popolo erano invece più semplici in termine di composizione, colore e ampiezza, venendo spesso condensati in massimo tre ante.